# Iglesia de San Pedro Apóstol (Alagón)

La iglesia de San Pedro Apóstol en Alagón (Ribera Alta del Ebro, Aragón, España) está situada sobre una loma, en lo más alto de la Villa, junto a la Iglesia de Nuestra Señora del Castillo. 

## Historia
Esta iglesia, comenzada a construir en el siglo XIII d. C. y acabada en el siglo XIV d. C. (salvo la torre, que se aprovechó el alminar de la anterior mezquita que ocupaba su solar), constaba en origen de nave única de dos tramos y ábside semicircular al interior y poligonal al exterior, añadiéndose un tramo más para el coro alto y dos capillas laterales a finales del siglo XV d. C.. 
Posteriormente, a mediados del siglo XVI d. C., se recreció su perímetro con un mirador de arquetes de doble rosca y en el siglo XVII d. C. se abrieron dos capillas más de estilo barroco en el primer tramo. 
Responde a la difundida tipología de iglesia mudéjar de amplia nave única, que permite la creación de un espacio unitario y diáfano, construido totalmente en ladrillo. 
En cuanto a su decoración interior, destaca la Capilla de la Virgen del Carmen, con una embocadura de yesería con motivos góticos, renacentistas y mudéjares combinados. Exteriormente, la decoración se concentra en el ábside, donde se superponen varias bandas decorativas con motivos mudéjares inspirados en los de la torre (esquinillas, zig-zag, cruces en hueco...) en torno a los dos grandes vanos apuntados, hoy parcialmente cegados. 
En el interior de la iglesia podemos hallar diversas capillas, como la del Santo Cristo, del siglo XV d. C., la de San Antón, la de Santa Ana, la de San Antonio de Padua.
La torre, situada en el ángulo suroccidental del templo, tiene planta octogonal, con la tradicional estructura de la arquitectura zagrí y mudéjar de torre y contratorre y entre ambas la escalera cubierta con bóvedas enjarjadas. Consta de tres cuerpos, entre los que destaca el segundo por sus originales motivos decorativos. Considerada como uno de los más bellos ejemplares de torre mudéjar de Aragón, forma conjunto con el grupo de torres octogonales de la Ribera Alta del Ebro: Tauste, Pradilla, y San Pablo de Zaragoza, todas ellas con el común denominador de su muy probable construcción en el siglo XI d. C., durante la Taifa de Saraqusta.
La iglesia cuenta igualmente con el Retablo del Santo Cristo, datado hacia 1470 y de influencias alemanas, que fue objeto de una cuidada restauración el año 2006.